# 磷酸烯醇丙酮酸羧化激酶
磷酸烯醇丙酮酸羧化激酶（或称为烯醇丙氨酸磷酸羧激酶或磷酸烯醇丙酮酸羧激酶，简称为PEPCK，EC 4.1.1.32）是以一条单一肽链构成，相对分子质量为740千道尔顿的一种激酶。在磷酸烯醇丙酮酸羧化激酶的催化下，二氧化碳和磷酸烯醇式丙酮酸被转变为草酰乙酸。该反应消耗一分子的鸟苷三磷酸以提供磷酰基。在糖异生作用中，此酶与丙酮酸羧化酶一起构成了从丙酮酸转化为磷酸烯醇丙酮酸的迂回步骤。